# Clara von Wille
Clara von Wille   (Düsseldorf, 1838 - Düsseldorf, 15 de març de 1883), de soltera Clara Maria Alexandra von Böttcher, va ser una pintora d'animals alemanya; associada a l'Escola de Düsseldorf.

## Vida i obra
Era la més jove de quatre filles nascudes del reial hússar prussià, el major Carl Friedrich von Böttcher (1785–1857), i la seva dona Juliane Wilhelmine Charlotte von Buggenhagen (1797–1871). El 1859 es va casar amb el pintor de paisatges i gèneres agost von Wille. El seu fill, Fritz, també es va convertir en un conegut pintor de paisatges.

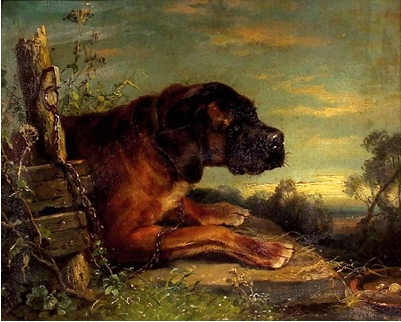
El gos vigilant solitari

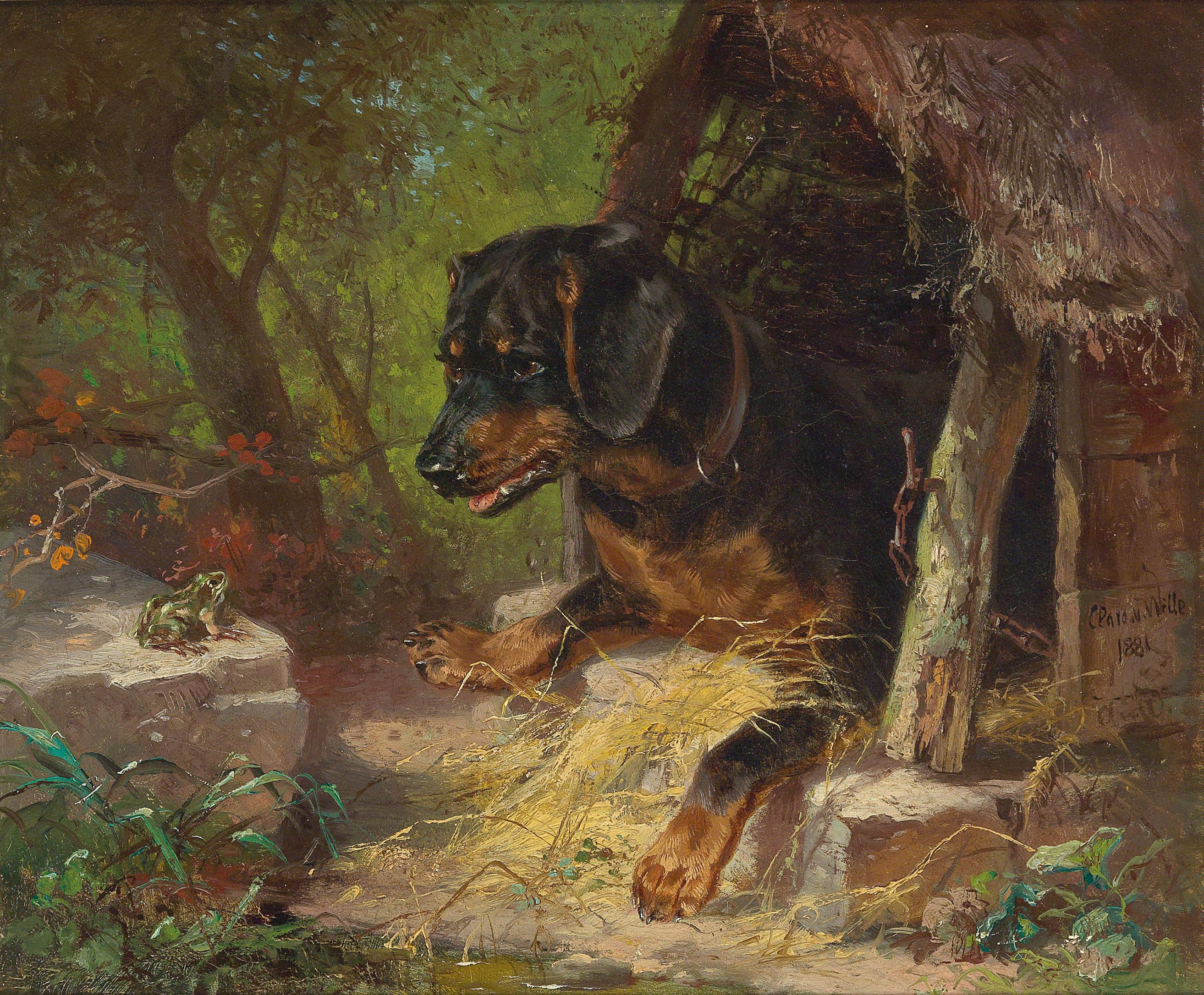
La granota

Va ser estudiant particular de Carl Ferdinand Sohn i Ludwig Knaus. Més tard, va estudiar amb la famosa pintora d'animals francesa, Rosa Bonheur.
La seva primera pintura exposada va ser "Resting Hunting Dogs", mostrada al Kunstverein für die Rheinlande und Westfalen el 1857. Més tard, les seves obres es van exposar regularment a les Galeries Eduard Schulte i a Bismeyer & Kraus. Diverses de les seves obres van ser comprades per a una loteria, realitzada pel Zentral-Dombau-Verein zu Köln, per recaptar diners per completar la construcció de la catedral de Colònia. Moltes de les seves pintures més populars es van reproduir en revistes il·lustrades i en xilografia.